# Liste der olympischen Medaillengewinner aus Kirgisistan
Das Kyrgys Respublikassynyn uluttuk olimpiada komiteti wurde 1993 vom Internationalen Olympischen Komitee aufgenommen.

## Medaillenbilanz
Bislang konnten zehn Sportler aus Kirgisistan insgesamt 13 olympische Medaille erringen (5 × Silber und 8 × Bronze).
| Kirgisistan bei den Olympischen Sommerspielen                                   | Kirgisistan bei den Olympischen Sommerspielen | Kirgisistan bei den Olympischen Sommerspielen | Kirgisistan bei den Olympischen Sommerspielen | Kirgisistan bei den Olympischen Sommerspielen | Kirgisistan bei den Olympischen Sommerspielen |      | Kirgisistan bei den Olympischen Winterspielen | Kirgisistan bei den Olympischen Winterspielen | Kirgisistan bei den Olympischen Winterspielen | Kirgisistan bei den Olympischen Winterspielen | Kirgisistan bei den Olympischen Winterspielen | Kirgisistan bei den Olympischen Winterspielen |
| Jahr                                                                            | Gold                                          | Silber                                        | Bronze                                        | Gesamt                                        | Rang                                          | Jahr | Gold                                          | Silber                                        | Bronze                                        | Gesamt                                        | Rang                                          |                                               |
| 1996                                                                            | 0                                             | 0                                             | 0                                             | 0                                             |                                               |      | 1994                                          | 0                                             | 0                                             | 0                                             | 0                                             |                                               |
| 2000                                                                            | 0                                             | 0                                             | 1                                             | 1                                             | 70                                            |      | 1998                                          | 0                                             | 0                                             | 0                                             | 0                                             |                                               |
| 2004                                                                            | 0                                             | 0                                             | 0                                             | 0                                             |                                               |      | 2002                                          | 0                                             | 0                                             | 0                                             | 0                                             |                                               |
| 2008                                                                            | 0                                             | 1                                             | 2                                             | 3                                             | 65                                            |      | 2006                                          | 0                                             | 0                                             | 0                                             | 0                                             |                                               |
| 2012                                                                            | 0                                             | 0                                             | 0                                             | 0                                             |                                               |      | 2010                                          | 0                                             | 0                                             | 0                                             | 0                                             |                                               |
| 2016                                                                            | 0                                             | 0                                             | 0                                             | 0                                             |                                               |      | 2014                                          | 0                                             | 0                                             | 0                                             | 0                                             |                                               |
| 2020                                                                            | 0                                             | 2                                             | 1                                             | 3                                             | 70                                            |      | 2018                                          | 0                                             | 0                                             | 0                                             | 0                                             |                                               |
| 2024                                                                            | 0                                             | 2                                             | 4                                             | 6                                             | 68                                            |      | 2022                                          | 0                                             | 0                                             | 0                                             | 0                                             |                                               |
| Gesamt                                                                          | 0                                             | 5                                             | 8                                             | 13                                            |                                               |      | Gesamt                                        | 0                                             | 0                                             | 0                                             | 0                                             |                                               |
| \| \| Gold \| Silber \| Bronze \| Gesamt \| \| Ges. S+W \| 0 \| 5 \| 8 \| 13 \| |                                               |                                               |                                               |                                               |                                               |      |                                               |                                               |                                               |                                               |                                               |                                               |
|                                                                                 | Gold                                          | Silber                                        | Bronze                                        | Gesamt                                        |                                               |      |                                               |                                               |                                               |                                               |                                               |                                               |
| Ges. S+W                                                                        | 0                                             | 5                                             | 8                                             | 13                                            |                                               |      |                                               |                                               |                                               |                                               |                                               |                                               |

## Medaillengewinner
- Basar Basargurujew – Ringen (0-0-1)
Peking 2008: Bronze, Bantamgewicht (–60 kg), Männer
- Kanatbek Begalijew – Ringen (0-1-0)
Peking 2008: Silber, Leichtgewicht (–66 kg), Männer
- Meerim Dschumanasarowa – Ringen (0-1-1)
Tokio 2020: Bronze, Halbschwergewicht (–68 kg), Frauen
Paris 2024: Silber, Halbschwergewicht (–68 kg), Frauen
- Üsür Dschussupbekow – Ringen (0-0-1)
Paris 2024: Bronze, Greco Schwergewicht (–97 kg), Männer
- Akdschol Machmudow – Ringen (0-1-1) 
Tokio 2020: Silber, Greco Weltergewicht (–77 kg), Männer
Paris 2024: Bronze, Greco Weltergewicht (–77 kg), Männer
- Dscholoman Scharschenbekow – Ringen (0-0-1)
Paris 2024: Bronze, Greco Bantamgewicht (–60 kg), Männer
- Munarbek Sejitbek Uulu – Boxen (0-1-0)
Paris 2024: Silber, Federgewicht (–57 kg), Männer
- Aidyn Smaghulow – Judo (0-0-1)
Sydney 2000: Bronze, Superleichtgewicht (–60 kg), Männer
- Ruslan Tümönbajew – Ringen (0-0-1)
Peking 2008: Bronze, Federgewicht (–60 kg), Männer
- Aissuluu Tynybekowa – Ringen (0-1-1) 
Tokio 2020: Silber, Mittelgewicht (–62 kg), Frauen
April 2024: Bronze, Mittelgewicht (–62 kg), Frauen

## Referenzen
- https://www.sports-reference.com/olympics/countries/KGZ/